# Guerriero (Dungeons & Dragons)
Nel gioco di ruolo fantasy Dungeons & Dragons, il Guerriero (Fighter nella versione originale in inglese) è una delle classi base descritte nel Manuale del Giocatore. Il guerriero è generalmente un individuo forte, prestante e di buona costituzione, esperto ed estremamente abile nell'arte del combattimento e nell'uso di armi ed armature.

## Archetipo
Quelle illustrate di seguito sono le tipiche connotazioni dell'archetipo di guerriero come descritto nei manuali base di D&D, in cui l'ambientazione di riferimento è Greyhawk. La creazione di differenti ambientazioni e la fantasia di giocatori e Dungeon Master hanno, nel tempo, evoluto questo modello facilmente accomunabile al "classico" guerriero fantasy, creando figure anche molto lontane dall'archetipo.
Grazie alle proprie capacità e caratteristiche fisiche, il guerriero affronta spesso il combattimento in prima linea, facendolo però con un approccio tattico, proteggendo i compagni che meno sopportano le difficoltà della mischia e tentando di imporsi sull'avversario con la strategia e non solo con la forza bruta. I guerrieri sono molto versatili: ad esempio possono essere soldati di un esercito regolare, mercenari, miliziani, guardie del corpo, ma anche banditi o pirati.
L'addestramento necessario per essere un guerriero può essere impartito in molti modi: ad esempio arruolandosi in un esercito, studiando in un'accademia militare, imparando da un buon maestro d'arme o da un veterano di guerra.
Il guerriero è tipicamente vestito con abiti semplici e comodi poiché sopra vi porta usualmente un'armatura (una cotta di maglia, una corazza a scaglie) che può avere accessori come un elmo o dei gambali. Spesso non ha timore di mostrare le sue armi, che generalmente sono quelle più pesanti e ingombranti ma che causano maggiore danno in battaglia (una spada bastarda, un'alabarda). I guerrieri più ricchi o quelli nobili possono permettersi di brunire o decorare finemente le proprie armature pesanti e gli scudi con stemmi, blasoni o simboli di guerra propiziatori; le loro armi sono pregiate e l'acciaio con cui sono forgiate è di maggiore qualità.
Anche se è una classe potente e popolare, molti giocatori si sono sentiti insoddisfatti nell'utilizzare questa classe, trovandola "semplice" e "piatta"; in un tipico combattimento, il guerriero non ha molte possibilità oltre al "mi muovo" e "attacco", e questo lo rende un personaggio noioso da giocare. Questa semplicità è stata anche associata allo stereotipo del "guerriero-stupido", rappresentato da personaggi che possiedono grande forza fisica ma poco cervello e che non risolvono nulla senza usare la forza bruta. Le meccaniche di gioco di D&D Terza Edizione hanno invertito questa tendenza, introducendo significativi cambiamenti che hanno reso il Guerriero una classe sofisticata e altamente tecnica; c'è una maggiore possibilità di scelta nello sviluppo del personaggio e molte tecniche da utilizzare in combattimento.

## Evoluzione nella storia di D&D

### Original D&D
La classe è presente già nella prima edizione del gioco, con il nome di Fighting-Man. È una classe caratterizzata dal vantaggio di poter utilizzare tutte le armi e le armature disponibili e di avere un DV che gli permette di accumulare molti punti ferita, cosa utile per resistere a lungo durante i combattimenti in mischia; viene però anche evidenziato lo svantaggio di non avere la possibilità di lanciare incantesimi. Tutte le razze fra cui il giocatore può scegliere possono diventare guerrieri, ma i semiumani non possono raggiungere lo stesso livello di esperienza degli umani, che però, per contro, non hanno capacità razziali. Elfi e i mezzelfi non possono essere Guerrieri "puri", ma solo qualcosa di molto simile ad un multiclasse Guerriero/Mago (il concetto è lo stesso, ma il termine "multiclasse" non era ancora usato). A partire dal supplemento Greyhawk, un Guerriero di allineamento Legale con almeno 17 nel punteggio di Carisma può accedere alla sottoclasse del Paladino, un combattente sacro fedele ad una causa che, grazie alla divinità che serve, acquisisce alcune capacità speciali, fra cui l'imposizione della mani e scacciare i non morti. In base al livello di esperienza, al guerriero vengono assegnati dei titoli, come, ad esempio, "Veteran" (Veterano) al livello 1; questi titoli verranno poi riutilizzati, invariati, in successive edizioni, ricevendo anche una traduzione in italiano (vedi più sotto). 

### AD&D Prima Edizione
In Advanced Dungeons & Dragons sono presenti dei requisiti minimi da soddisfare affinché un giocatore possa scegliere il Guerriero come classe per il suo PG: almeno 9 in Forza e 7 in Costituzione. Tutte le razze possono accedere alla classe, ma solo gli umani non hanno limitazioni di livello. A partire da questa edizione, l'allineamento (gli allineamenti sono passati da tre a nove) dipenderà dalla classe e non dalla razza: il guerriero può essere di qualsiasi allineamento. La sottoclasse del Paladino è accessibile solo agli umani di allineamento Legale Buono; le caratteristiche minime che un guerriero deve avere per accedervi sono, oltre a 17 in Carisma, 12 in Forza, 9 in Intelligenza, 13 in Saggezza, 9 in Costituzione. È presente anche un'altra sottoclasse, il Ranger, un combattente con capacità da esploratore e abile con le armi da tiro; la sottoclasse è accessibile solo a Guerrieri con alti punteggi di caratteristica (minimo 13 in Forza e Intelligenza, 14 in Saggezza e Costituzione) e allineamento parzialmente Buono (CB, NB, LB). Il guerriero è la classe più versatile ed adattabile; questa versatilità si evidenzia con le numerose combinazioni multiclasse che i semiumani hanno a disposizione:
- Elfo
  - Guerriero/Mago
  - Guerriero/Ladro
  - Guerriero/Mago/Ladro
- Gnomo
  - Guerriero/Illusionista
  - Guerriero/Ladro
- Halfling
  - Guerriero/Ladro
- Mezzelfo
  - Chierico/Guerriero
  - Chierico/Guerriero/Mago
  - Guerriero/Mago
  - Guerriero/Ladro
  - Guerriero/Mago/Ladro
- Mezzorco
  - Chierico/Guerriero
  - Guerriero/Ladro
  - Guerriero/Assassino
- Nano
  - Guerriero/Ladro[3]

#### Unearthed Arcana
In questo libro di regole di Gary Gygax, il Guerriero e le sue sottoclassi (vedi oltre) sono le uniche a usufruire della weapon specialization (specializzazione in un'arma), che gli consente di specializzarsi nell'uso di una specifica arma e di guadagnare così, quando viene brandita, bonus utili in combattimento che influenzano la probabilità di colpire il nemico, la quantità di danni inflitti e il numero di attacchi per round. Il Paladino non è più una sottoclasse del Guerriero, bensì del Cavaliere, una nuova classe base introdotta in questo manuale. Il guerriero comunque rimane con due sottoclassi: il Ranger ed il Barbaro, un guerriero abituato da sempre a vivere nelle ostili terre selvagge. Per accedervi, il personaggio deve essere un umano di allineamento non Legale e avere come minimo un punteggio di 15 in Forza e Costituzione e 14 in Destrezza e 16 in Saggezza.

### D&D Base

#### Quarta revisione
Nella revisione di Frank Mentzer il Guerriero è una delle classi base "umane", cioè indissolubilmente legate alla razza umana, poiché le altre razze standard come, ad esempio, il Nano, sono classi base "semiumane". Non vi sono requisiti minimi nei valori delle caratteristiche per accedere alla classe. Ai primi livelli, descritti nella famosa "scatola rossa", il Guerriero non ha altre capacità speciali se non il vantaggio di poter utilizzare ogni tipo di arma ed armatura (scudo compreso). Con la "scatola blu" (che descrive i livelli dal 4 al 14), ad alti livelli guadagna due capacità speciali: l'abilità di usare la lancia da cavaliere quando si trova in groppa ad una cavalcatura, e la possibilità di difendersi dalla carica di un avversario posizionando una lancia normale. La "scatola verde" (che descrive i livelli fino al 25°) aggiunge le "opzioni di combattimento del guerriero", che gli consentono di portare attacchi multipli, tentare di disarmare l'avversario ed effettuare manovre di combattimento al fine di aumentare i danni inflitti o di parare con più efficacia gli attacchi (con quest'ultima manovra l'attaccante soffre di una penalità alla THAC0). In questa revisione, il Guerriero non ha sottoclassi; il giocatore però, raggiunto il nono livello dove riceve il titolo di Signore, può decidere di scegliere quale "stile di vita" seguirà il proprio guerriero. Può decidere di farlo diventare un proprietario terriero con un proprio dominio similmente ad un feudatario, oppure un guerriero errante; in questo caso, in base all'allineamento scelto ha accesso ad uno dei seguenti modelli:
- Paladino — guerriero di allineamento Legale al servizio di una divinità buona. Può lanciare limitatamente l'incantesimo Individuazione del male e, se la sua Saggezza è 13 o più, può lanciare incantesimi e scacciare i non-morti come un Chierico di livello pari a un terzo del proprio.
- Cavaliere — guerriero di allineamento Legale, Neutrale o Caotico al servizio di una famiglia reale o di una nobile casata, con, fra gli altri, l'obbligo di rispondere ad una chiamata alle armi. Accedendo a questa "sottoclasse" non riceve alcuna capacità speciale aggiuntiva.
- Vendicatore — guerriero di allineamento Caotico al servizio di una divinità malvagia (può essere definito un "anti-paladino"). Può lanciare limitatamente l'incantesimo Individuazione del male e, se la sua Saggezza è 13 o più, può lanciare incantesimi e scacciare i non-morti come un Chierico di livello pari a un terzo del proprio; ma, se il tentativo di scacciare ha successo, il vendicatore non fa allontanare le creature, ma le controlla come fossero alleati per un tempo limitato.[5][6] [7] Al guerriero vengono assegnati dei titoli in base al livello:

| Livello | Titolo                                   |
| ------- | ---------------------------------------- |
| 1       | Veterano (Veteran)                       |
| 2       | Combattente (Warrior)                    |
| 3       | Maestro di spada (Swordsman)             |
| 4       | Eroe (Hero)                              |
| 5       | Schermidore (Swashbuckler)               |
| 6       | Mirmìdone (Myrmidon)                     |
| 7       | Campione (Champion)                      |
| 8       | Supereroe (Superhero)                    |
| 9       | Signore (Lord)                           |
| 10      | Signore di 10º livello (10th Level Lord) |

### AD&D Seconda Edizione
In questa edizione le classi base vengono suddivise in gruppi in base a delle caratteristiche comuni come Dado Vita, tabella dei punti esperienza e dei tiri salvezza; il Guerriero è inserito fra i "militari", ovvero coloro che fanno dell'uso delle armi la loro principale abilità. Le altre classi del gruppo sono Ranger e Paladino, che diventano quindi classi base al pari del Guerriero, anche se sono indicate come opzionali. Una delle caratteristiche che hanno in comune i militari è l'uso di qualsiasi arma ed armatura e, a livelli superiori, di fare più attacchi per round. La classe è accessibile a tutte le razze e l'unico requisito richiesto è avere 9 come punteggio minimo di Forza. Come introdotto in Unearthed Arcana, il Guerriero è l'unico che si può specializzare in un'arma. Altre combinazioni multiclasse sono state aggiunte rispetto ad AD&D Prima Edizione (l'unica eliminata è Guerriero/Mago/Ladro per l'elfo):
- Gnomo
  - Guerriero/Chierico
- Mezzelfo
  - Guerriero/Druido
  - Guerriero/Mago/Druido
- Nano
  - Guerriero/Chierico[8]

### D&D Terza Edizione
Il cambiamento più rilevante è l'assenza di requisiti minimi da avere nelle caratteristiche per accedere alla classe. La tabella dei punti esperienza è in comune con tutte le altre classi. Mentre nelle precedenti edizioni il guerriero era capace di utilizzare tutte le armi disponibili senza subire penalità, ora è competente nelle armi semplici e da guerra, nell'uso dello scudo e nelle armature leggere, medie e pesanti. Questo significa che non deve spendere alcun talento per poter usare queste armi ed armature senza subire penalità, come dovrebbe fare se volesse, ad esempio, utilizzarne una classificata come esotica. L'unico privilegio di classe che il guerriero ha e che sottilinea la sua versatilità, essendo la scelta dei talenti uno dei modi per personalizzare il personaggio, è di ottenere, al primo e progressivamente ad altri livelli, un talento bonus oltre a quelli che già spettano al personaggio; questo talento sarà però da scegliere fra quelli di una limitata lista, che comprende talenti orientati al combattimento e al miglioramento dell'uso delle armi. Inoltre, ha l'esclusivo accesso al talento Specializzazione in un'Arma (diventato Arma Specializzata nella revisione D&D3.5). 

## Ambientazioni

### Forgotten Realms
Il Guerriero è una delle "professioni" più richieste su Toril, vista la costante necessità di gente abile nel maneggio delle armi. La massiccia presenza di creature ostili fa sì che anche negli insediamenti più piccoli sia richiesta la presenza di capitani delle sentinelle, capaci guardiani e conestabili; inoltre abbondano le milizie locali, gli eserciti (regolari e irregolari), i gruppi mercenari e i gruppi di avventurieri in cerca di monete d'oro e tesori su cui mettere le mani. I guerrieri non sono sempre dalla parte della legge: tra i fuorilegge, il guerriero è la figura più diffusa. Spesso i più forti sono a capo di bande di predoni o di pirati. Il commercio è estremamente diffuso, e le carovane che trasportano le merci percorrendo le pericolose strade di Faerûn difficilmente partono senza una buona scorta. Nelle grandi città i guerrieri possono trovare lavoro come gladiatori (specialmente nel sud, dove la schiavitù è più diffusa) o guardie del corpo al soldo di qualche ricco cittadino. Fra i personaggi degni di nota ci sono molti guerrieri, come il re Azoun IV e sua figlia Alusair Obarskyr e il re nanico Bruenor Battlehammer; spesso le posizioni di potere "ufficiali", come i titoli nobiliari re, granduca, barone (o governatore per i non nobili), sono ricoperte da guerrieri, poiché la gente comune si fida di più di chi usa la durezza dell'acciaio piuttosto che la misteriosa magia, verso cui ha un'innata diffidenza; ma i maghi sono fra i consiglieri più richiesti, e molto spesso sono loro i veri artefici della linea di condotta dei governanti.